# Poplarville
Poplarville är administrativ huvudort i Pearl River County i delstaten Mississippi. Enligt 2020 års folkräkning hade Poplarville 2 833 invånare.